# Naginata
Die Naginata /⁠naginata⁠/ (japanisch 薙刀 ‚niedermähendes Schwert‘ oder veraltet 長刀 ‚Langschwert‘) ist eine japanische Stangenwaffe, die Ähnlichkeiten mit der europäischen Glefe aufweist. Sie lässt sich in Japan seit dem 12. Jahrhundert nachweisen und wurde von Mönchen (Sōhei), Kriegern (Bushi) und Fußsoldaten (Ashigaru) sowie von Kriegerinnen (Onna-musha) verwendet. 

## Beschreibung
Die Naginata besteht grundsätzlich aus einem 120–150 cm langen Schaft und einer 45–100 cm langen Klinge, die verschieden verarbeitet und geschwungen sein kann. Die Klinge wurde wie beim Katana auf besondere Art und Weise geschmiedet. Zu jener Zeit gab es verschiedene Sorten von Naginata oder krummklingigen Lanzen. Die gebräuchlichste Lanze dieser Zeit hatte eine im oberen Teil gebogene Klinge von bis zu einem Meter Länge, der Schaft war zur Verstärkung mit speziellen Schnüren umwunden und mit Metallbeschlägen versehen.

## Verwendung
Ein Kämpfer mit einer Naginata hat eine große Reichweite und kann mit der Klinge enormen Schaden anrichten. Durch die hohe Geschwindigkeit am Klingenende sind schwungvolle und sehr starke Hiebe möglich, und beide Seiten der Waffe können sowohl als Angriffs- als auch als Blockfläche verwendet werden. In früheren Zeiten wurde die Naginata in großen Kreisen geschwungen – meistens mit dem Ziel, das Pferd eines Angreifers zu verstümmeln, um anschließend den herabgestürzten Reiter anzugreifen.
Die Länge der Waffe ist allerdings in engen Räumen von Nachteil, da dort wenig Platz zum Agieren ist. Auch zum Einsatz in Infanterieformationen eignet sich die Naginata nicht. Sie wurde mit dem Aufkommen von Massenheeren im 15. und 16. Jahrhundert daher durch den Spieß (Yari) ersetzt.
Es gibt heute unterschiedliche Naginata-Stile, die von einer großen Anzahl von Schulen weltweit gelehrt werden. Naginatadō gehört wie der Schwertkampf und das Bogenschießen zu den ältesten Kampfkünsten Japans.
Heute wird Naginatadō in Japan vor allem an Mädchenschulen unterrichtet. Seit kurzem gewinnt es daneben in den USA und – in kleinerem Maße – auch in Europa an Popularität.

## Galerie

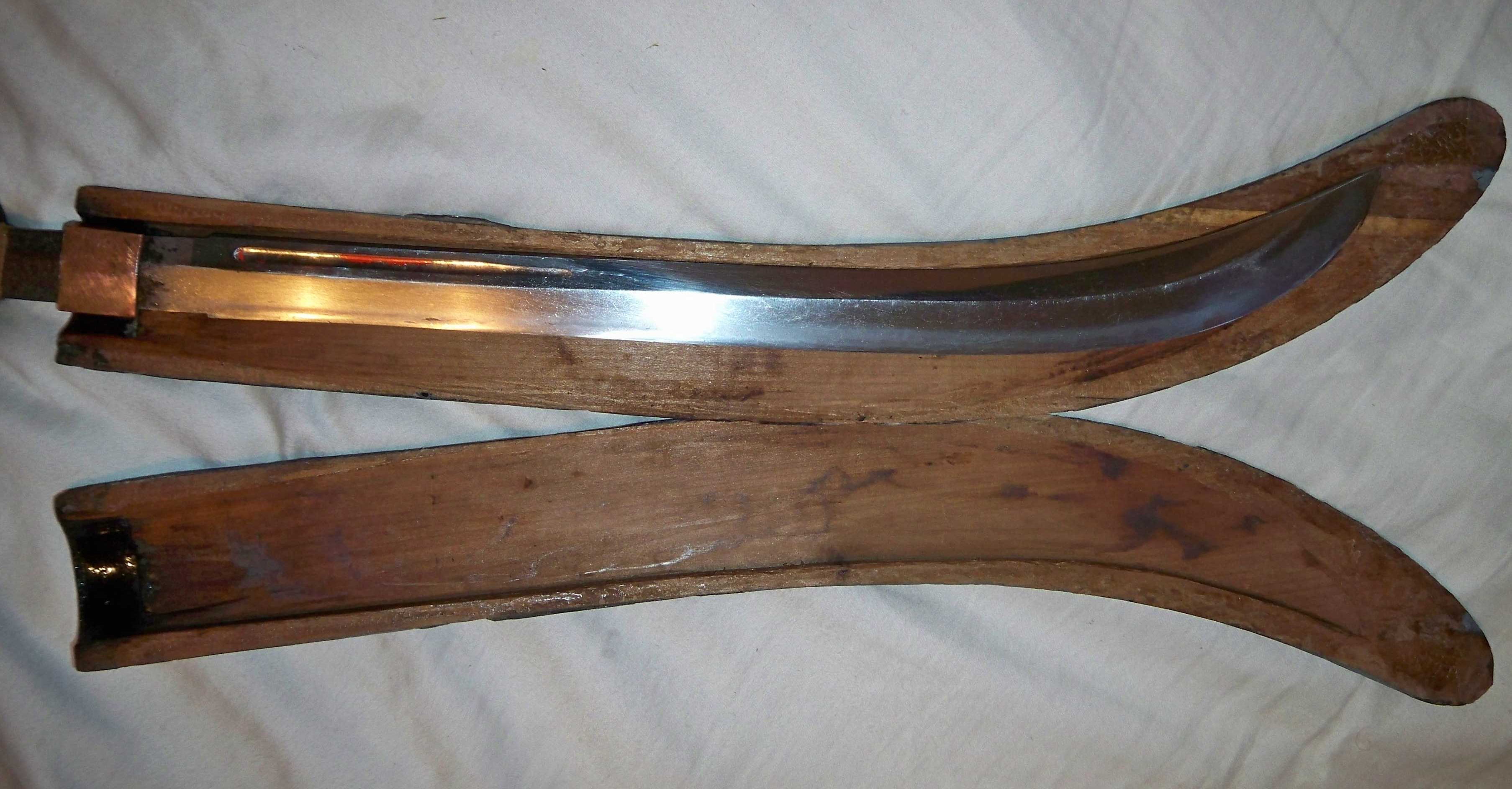
Naginata
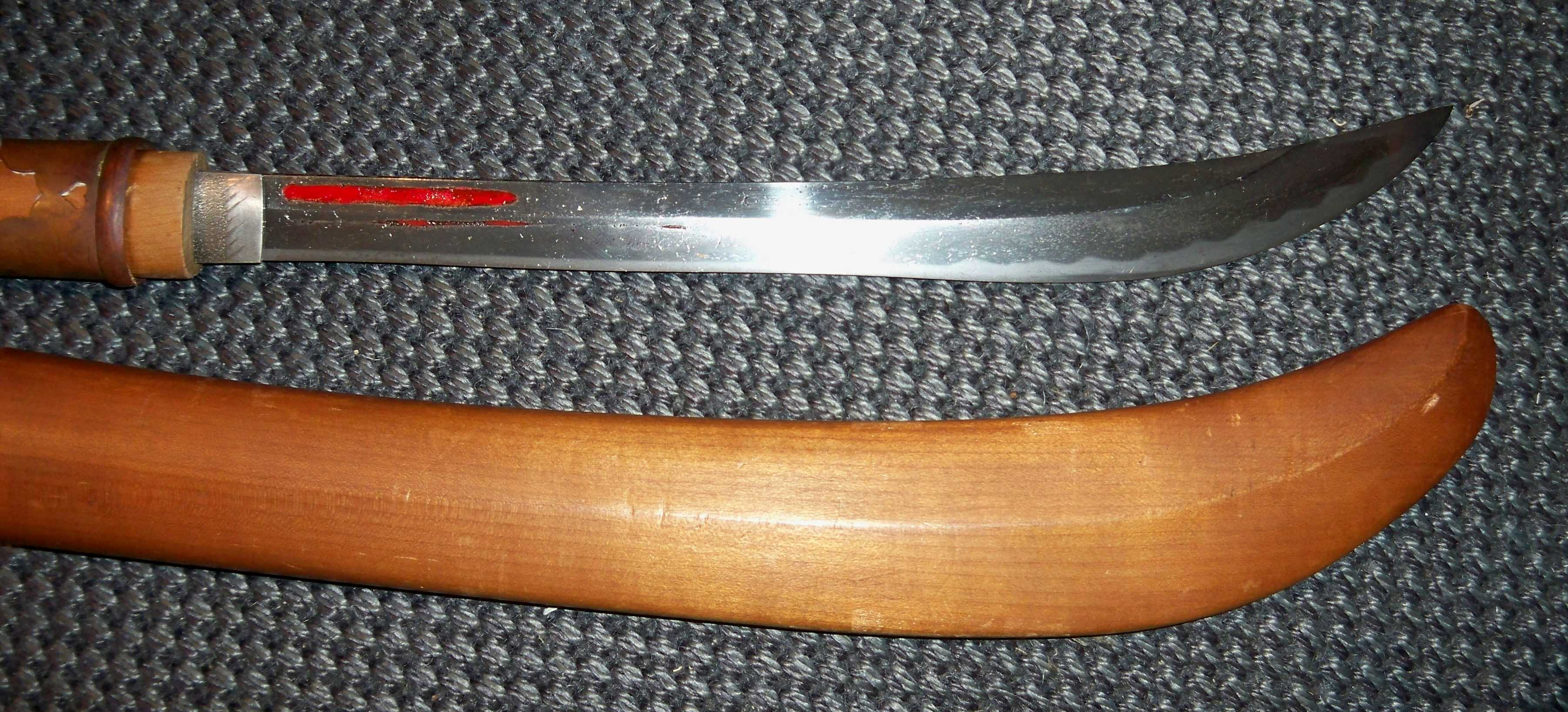
Naginata
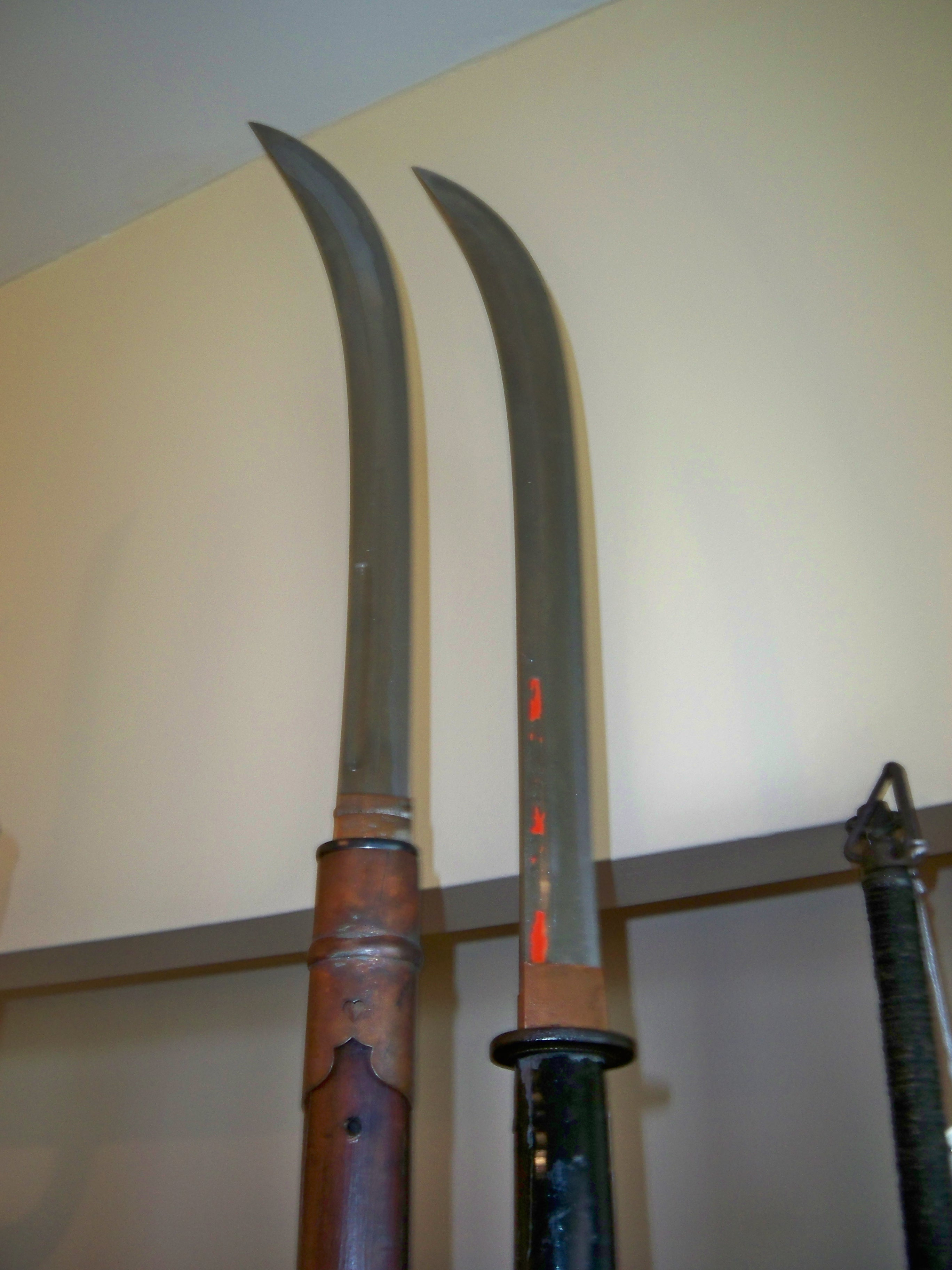
Klingen zweier Naginata
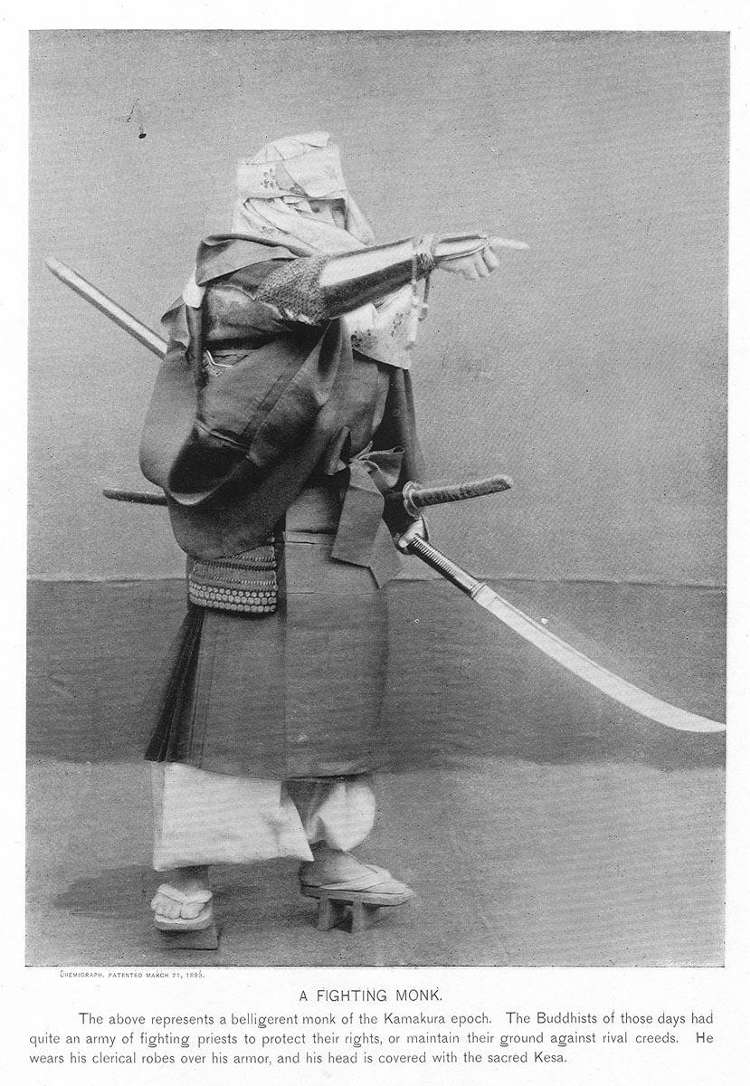
Kampfmönch mit Naginata